# 16051 Bernero
16051 Bernero è un asteroide della fascia principale. Scoperto nel 1999, presenta un'orbita caratterizzata da un semiasse maggiore pari a 2,7510251 UA e da un'eccentricità di 0,0921354, inclinata di 3,87894° rispetto all'eclittica.